# شمرضاض
شِمِرْضَاض (الاسم العلمي: Marsdenia)، جنس نبات من فصيلة الدفلية. التي تم وصفها لأول مرة على أنها جنس في عام 1810. سميت تكريمًا على جامع النبات وأمين سر الأميرالية (منصبًا في مجلس الأميرالية والمسؤول المدني بالبحرية الملكية البريطانية)، وليام مارسدن. مواطنها الأصلية في المناطق المدارية في آسيا وأفريقيا وأستراليا والأمريكتين.